# Cergnago
Cergnago (lombardul: Sargnagh) település Olaszországban, Lombardia régióban, Pavia megyében. Lakosainak száma 674 fő (2023. január 1.). Cergnago Mortara, Olevano di Lomellina, San Giorgio di Lomellina, Tromello és Velezzo Lomellina községekkel határos.

## Népesség
A település lakossága az elmúlt években az alábbi módon változott:
| Lakosok száma | 724  | 719  | 674  |
|               | 2017 | 2018 | 2023 |